# القديسة سيزيليا
القديسة سيزيليا أو القديسة سيشليا (بالإيطالية: Santa Cecilia)‏ وهي قديسة مسيحية وراعية الموسيقيين ولدت في القرن الثاني بعد الميلاد في روما وتلقب بأنها شفيعة الموسيقيين لأنها كانت موسيقية وهي قديسة في الكنيسة الرومانية الكاثوليكية والكنيسة الأنغليكانية والأرثوذكسية الشرقية وفي الكنائس الكاثوليكية الشرقية يحتفل بها في يوم 22 نوفمبر تشرين الثاني من كُل سنة، وقد كانت هي وزوجها فاليريان وأخوانها تيبورتيوس وماكسيموس الذي كان جندياً رومانياً من الطبقة الأرستقراطية في روما وبسبب مسيحيتها حكم عليها الإمبراطور الروماني ماركوس أوريليوس مابين سنتي 176 و180 بالموت وتم قتلها في جزيرة صقلية.